# Conradin Walther

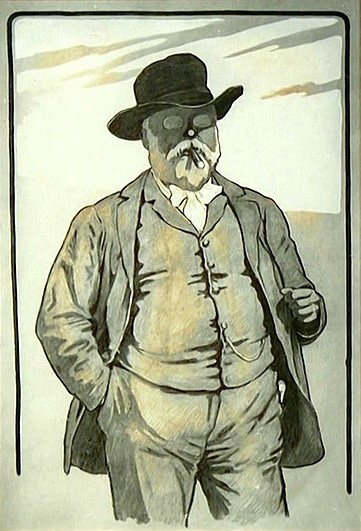
Conradin Walther auf einem Gemälde von Peter Behrens.

Conradin Walther (* 11. Mai 1846 in Schwäbisch Hall; † 20. Mai 1910 in Nürnberg) war ein deutscher Architekt und Hochschullehrer.

## Leben
Conradin Walther, als Sohn eines Beamten geboren, studierte nach dem Abschluss des Gymnasiums und der Oberrealschule 1968 zwischen 1869 und 1871 am Polytechnikum in Stuttgart und machte das Baumeisterexamen. Nach einer Italienreise war er in den Jahren 1869 bis 1871 als Privatbaumeister in Stuttgart tätig und arbeitete an der Bauhütte St. Johannis. 1871/72 bereiste er erneut Italien, einschließlich Sizilien sowie Österreich. Im Februar 1873 erhielt er eine Anstellung beim Nürnberger Stadtbaurat und wurde am 1. Juli 1874 Professor an der Kunstschule in Nürnberg. Er gehörte zu den Hauptvertretern des sogenannten „Nürnberger Stils“, einer architektonischen Bewegung, die sich in erster Linie mit der Stadtbildpflege Nürnbergs am Ende des 19. Jahrhunderts beschäftigte. 1909 trat er in den Ruhestand.

## Bauten
- 1877–1901: Neubauten für die Firma  Ad. Richter & Cie in Rudolstadt (Wohnhaus, Garten- und Parkanlage, Springbrunnen)
- 1885–1894: Reiser-Spital in Mengen, heute Benedikt-Reiser-Haus, Reiserstraße 16
- 1888–1891: Tucherbräu, Friedrichstraße 180/Ecke Taubenstraße in Berlin
- Königliche Bank in Bamberg
- Zahlreiche Bauten in Nürnberg, u. a. Kunstgewerbeschule, Künstlerhaus am Königstor, Hotel Deutscher Kaiser, Peterskirche, Ludwigstorzwinger, Schloss Ratibor (künstlerische Gesamtleitung)
- 1899: Berghaus Freiherr von Hügel in Tübingen[1]
- 1900–02: Deutsches Haus und gestalterische Leitung für die sechs Häuser Mühlstraße 10–20, Tübingen[2]

## Schriften
- Die Kunstschlosserei des XVI., XVII. und XVIII. Jahrhunderts, eine Sammlung vorzüglicher schmiedeeiserner Gegenstände aller Art. Wittwer, Stuttgart 1888 (Digitalisat).